# Peter Ochs
Peter Ochs (Nantes, 20 agosto 1752 – Basilea, 19 giugno 1821) è stato un avvocato e politico svizzero.

## Biografia
Studiò diritto a Basilea e Leida, conseguendo il dottorato nel 1776. Installato a Basilea dal 1779, fu un ammiratore delle idee della Rivoluzione francese. Fu giudice del tribunale nel 1780, poi segretario del Consiglio nel 1782 e cancelliere di Basilea nel 1790, quando suo cognato Philippe-Frédéric de Dietrich, marito di sua sorella Sybille, fu sindaco di Strasburgo. Nel 1794 divenne membro del gran Consiglio.  
Buon diplomatico, cercò di mantenere delle buone relazioni tra la Francia e la Svizzera e fu il mediatore del Trattato di Basilea (aprile 1795) tra la Francia e la Prussia.
Fu autore di un progetto di Costituzione della "Repubblica elvetica una e indivisibile", della quale proclamò la nascita il 12.4.1798, in qualità di primo presidente del senato, e il 30.6.1798 divenne membro del direttorio ma il 25.6.1799 venne deposto da Frédéric-César de la Harpe, perché considerato a torto dai suoi avversari responsabile dell'invasione francese. Contribuì all'Atto di Mediazione. 
Nel 1803 fu di nuovo eletto membro del Gran Consiglio basilese, e come membro del governo tentò fino al 1821 di adeguare i propri ideali illuministi alle mutate circostanze politiche. Quale capo dei liberali promosse la tolleranza confessionale tra protestanti e cattolici, in particolare all'occasione dell'integrazione del baliaggio cattolico di Birseck e delle trattative per la riorganizzazione della diocesi di Basilea. Promosse le scuole rurali e fu autore della riforma universitaria  e del Codice penale basilese.
Come suo cognato e molti politici della Repubblica Elvetica, tutti sostenitori dei Diritti dell'uomo, della libertà di stampa e di religione e dell'uguaglianza sociale di tutti i cittadini, fu membro della Massoneria.

## Opere
- Geschichte der Stadt und Landschaft Basel, 1786-1822 (otto volumi)
- Gustav Steiner (a cura di), Korrespondenz des Peter Ochs (1752-1821), 3 volumi, 1927-1937.
- C. Bertin (a cura di), Reden, Basilea 1998.
- Peter F. Kopp, Beat von Wartburg (a cura di), Zeltner, ou La prise de Soleure (dramma), Basilea 1998.
- C. Bertin (a cura di), Briefe, Basilea 2002.